# Lente- en herfstannalen van de Zestien Koninkrijken
De Lente- en herfstannalen van de Zestien Koninkrijken is een Chinees annalistisch geschiedwerk uit de zesde eeuw (na Chr) over de geschiedenis van de Zestien Koninkrijken en is samengesteld door Cui Hong (478-525). Door dit werk is in de Chinese historiografie de term Zestien Koninkrijken de gangbare verzamelnaam geworden voor de staten die in de vierde en vijfde eeuw in Noord-China zijn gevormd door merendeels niet-Chinese ruiternomaden. Lente en Herfst was in het oude China een veel gebruikte metonymie om het begrip jaar weer te geven en werd daarom vaak gebruikt in titels van annalistisch opgezette of kroniekachtige geschiedwerken.
Het oorspronkelijke werk is verloren geraakt. De bestaande versies zijn reconstructies uit de Ming- en Qingtijd, volgens de samenstellers gebaseerd op bewaard gebleven fragmenten van het werk van Cui Hong.

## Het oorspronkelijke werk

### Tot stand komen
Het werk is aan het begin van de zesde eeuw samengesteld door Cui Hong, een ambtenaar-literaat die als historicus in dienst was van de Noordelijke Wei-dynastie (385–535). Hij had de beschikking over meer dan 30 eerder geschreven historische werken over de Zestien Koninkrijken. Zij beschreven ieder slechts een of (soms) twee staten. Cui Hong wilde, naar het voorbeeld van de Kroniek van de Drie Rijken de geschiedenis van alle staten in één werk plaatsen. 
Vanaf 500 verzamelde Cui Hong systematisch historische overzichten die uit de staten zelf afkomstig waren. In 504 had hij voldoende materiaal om met de eigenlijke samenstelling te beginnen. In 506 had hij een ontwerpversie in 95 juan gereed, waarbij alleen de geschiedenis van de staat Cheng Han (304-347) ontbrak. Het daarvoor benodigde werk, Shu Han shu (蜀漢書, het Boek van Han in Shu) door Chang Qu (常璩, c.291-361) wist hij pas in 521/522 te bemachtigen, waarna hij de resterende vijf juan samenstelde en daarmee zijn werk kon voltooien. Dit gebeurde in 525 vlak voor zijn overlijden. Het werk omvatte 102 juan, waaronder een nawoord en een chronologische tabel en werd door zijn zoon, Cui Ziyuan (崔子元) in 528 aangeboden aan de keizer. In tegenstelling tot het eigenlijke werk is het memorandum waarmee het werk aan de troon werd gepresenteerd wel bewaard gebleven.

### Betekenis
Cui Hong introduceerde met dit werk de term Zestien Staten. Met zijn boek brak hij met de tot dat moment gangbare presentatie van de geschiedenis van de ruitervolkeren. Tot die tijd werd hun geschiedenis beschreven in de vorm van zhuan (exemplarische overleveringen, vaak aangeduid als biografieën) met pejoratief gebruikte termen, om zo hun lage status weer te geven. Cui Hong stelde op basis van hun eigen guoshu (國書, 'staatsdocumenten') biografieën van deze nomadische heersers samen in de vorm van biannianti. Hij noemde die overzichten van de zestien staten lu (錄, optekening), in navolging van de shilu. De gebeurtenissen werden gedateerd volgens de jaartitels van de heersers van de staten zelf en niet meer volgens de kalender van de Jin-dynastie.
Het werk diende als basis voor de hoofdstukken over de Zestien Koninkrijken in het Boek van de Jin, de officiële geschiedenis van de Jin-dynastie (juan 101-130) en in mindere mate ook voor het betreffende hoofdstuk in het Boek van de Wei, de dynastieke geschiedenis van de Noordelijke Wei-dynastie, (juan 95).

### Verloren geraakt
Volgens Siku quanshu, de catalogus van de keizerlijke bibliotheek uit 1782, was het werk reeds in de elfde eeuw verloren geraakt. De titel staat nog vermeld in de bibliografische hoofdstukken van het Boek van de Sui, het  Oud Boek van de Tang  en het Nieuw boek van de Tang (zij het bij de laatste twee in 120 juan, waarschijnlijk een schrijffout voor 102), maar niet meer in de standaardbibliografie van de Song-dynastie. Dit verdwijnen moet geleidelijk zijn gebeurd, want de historicus Sima Guang (司馬光, 1019-1086) had nog 20 juan van het oorspronkelijke werk tot zijn beschikking toen hij zijn Zizhi tongjian (資治通鑑, Doorlopende spiegel tot hulp bij het bestuur) schreef. Twee Chinese historici, (Chen Changqi, 陈长琦 en Zhou Qun, 周群) stelden in 2006 dat zij indirecte aanwijzingen hadden gevonden voor het bestaan van onvolledige versies van het oorspronkelijke werk die tot in de 19e eeuw zouden hebben gecirculeerd.

## Reconstructies uit de Ming en Qing-tijd

### Een verkorte versie in 16juan

#### Ontstaan
Een verkorte versie van de Lente- en herfstannalen van de Zestien Koninkrijken in 16 juan uit 938 is bewaard gebleven in de Song-encyclopedie Taiping yulan (太平御覽). Een andere verkorte versie, eveneens in 16 juan verscheen in Guang Hanwei congshu (廣漢魏叢書), een literair verzamelwerk dat voor het eerst in 1592 werd uitgegeven. De verschillen tussen beide versies zijn erg klein, wat volgens de Amerikaanse sinoloog Michael Rogers (1923–2005) duidde op een gemeenschappelijke afkomst. De versie uit 1592 verscheen opnieuw in Zengding Han-Wei congshu (增訂漢魏叢書, Bijgewerkte reeks boeken over de Han en Wei-dynastie), dat bewaard is gebleven in een versie uit 1791. Siku quanshu heeft deze versie opgenomen onder de titel Bieben Shiliuguo chunqiu (別本十六國春秋, Een nieuwe editie van de Lente- en herfstannalen van de Zestien Koninkrijken). Elk van de 16 koninkrijken is beschreven in een apart hoofdstuk. De tekst komt grotendeels overeenkomen met die in Erfelijke Geslachten (juan 101-130) van Jinshu.

#### Inhoud
De inhoud van de versie in 16 juan:
| Juan | Titel                  | Vertaling                             | Opmerkingen |
| ---- | ---------------------- | ------------------------------------- | --- |
| 1.   | Qian Zhao lu (前趙錄)  | Optekeningen van de Vroegere Zhao     | Vroegere Zhao (304-329), bevat biografieën van: - Liu Yuan (r.304-310) - Liu Cong (r.310-318) - Liu Yao (r.318-329) |
| 2.   | Hou Zhao lu (後趙錄)   | Optekeningen van de Latere Zhao       | Latere Zhao (319-350) en Ran Wei (350-352), bevat biografieën van: - Shi Le (r.319-333) - Shi Hong (r.333-334) - Shi Hu (r.334-349) - Shi Min (Ran Min), r.350-352 over Ran Wei (冉魏)                                                        |
| 3.   | Qian Yan lu (前燕錄)   | Optekeningen van de Vroegere Yan      | Vroegere Yan (337-370), bevat biografieën van: - Murong Hui (r.307-334) - Murong Huang (r.334-348) - Murong Jun (r.348-359) - Murong Wei (r.350-352)                                                                                          |
| 4.   | Qian Qin lu (前秦錄)   | Optekeningen van de Vroegere Qin      | Vroegere Qin (351-395), bevat biografieën van: - Fu Hong (r.350) - Fu Jiàn (苻健, r.351-354) - Fu Sheng (r.354-356) - Fu Jiān (苻堅, 356-384) - Fu Pi (r.384-385) - Fu Deng (r.385-393)                                                       |
| 5.   | Hou Qin lu (後秦錄)    | Optekeningen van de Latere Qin        | Latere Qin (384-417), bevat biografieën van: - Yao Yizhong (-) - Yao Xiang (-) - Yao Chang (r.384-393) - Yao Xing (r.393-415) - Yao Hong (r.415-417)                                                                                          |
| 6.   | Shu lu (蜀錄)          | Optekeningen van Shu                  | Met Shu is bedoeld Cheng Han 成漢 (304-347), bevat biografieën van: - Li Te (r.303) - Li Liu (r.303) - Li Xiong (r.303-334) - Li Qi (r.335-337) - Li Shou (r.338-343) - Li Shi (r.343-347)                                                    |
| 7.   | Qian Liang lu (前涼錄) | Optekeningen van de Vroegere Liang    | Vroegere Liang (314-376), bevat biografieën van: - Zhang Gui (-) - Zhang Shi (-) - Zhang Mao (r.320-323) - Zhang Jun (r.323-345) - Zhang Chonghua (r.345-353) - Zhang Zuo (r.353-354) - Zhang Xuanjing (r.354-362) - Zhang Tianxi (r.362-376) |
| 8.   | Xi Liang lu (西涼錄)   | Optekeningen van de Westelijke Liang  | Westelijke Liang (400-421), bevat biografieën van: - Li Gao (r.400-416) - Li Xin (r.416-419) |
| 9.   | Bei Liang lu (北涼錄)  | Optekeningen van de Noordelijke Liang | Noordelijke Liang (398-439), bevat biografieën van: - Juqu Mengxun (r.400-432) - Juqu Maoqian (r.432-439) |
| 10.  | Hou Liang lu (後涼錄)  | Optekeningen van de Latere Liang      | Latere Liang (386-403), bevat biografieën van: - Lü Guang (r.386-399) - Lü Zuan (r.399-400) - Lü Long (r.400-403) |
| 11.  | Hou Yan lu (後燕錄)    | Optekeningen van de Latere Yan        | Latere Yan (384-409), bevat biografieën van: - Murong Chui (r.384-395) - Murong Bao (r.396-397) - Murong Sheng (r.397-400) - Murong Xi (r.400-407) - Murong Yun (r.407-409)                                                                   |
| 12.  | Nan Liang lu (南涼錄)  | Optekeningen van de Zuidelijke Liang  | Zuidelijke Liang (397-414), bevat biografieën van: - Tufa Wugu (397-399) - Tufa Lilugu (r.399-401) - Tufa Rutan (r.401-414) |
| 13.  | Nan Yan lu (南燕錄)    | Optekeningen van de Zuidelijke Yan    | Zuidelijke Yan (398-410), bevat biografieën van: - Murong De (r.398-404) - Murong Chao (r.404-410) |
| 14.  | Xi Qin lu (西秦錄)     | Optekeningen van de Westelijke Qin    | Westelijke Qin (385-431), bevat biografieën van: - Qifu Guoren (r.385-387) - Qifu Qiangui (r.387-400, 408-411) - Qifu Chipan (r.411-427) - Qifu Mumo (427-431)                                                                                |
| 15.  | Bei Yan lu (北燕錄)    | Optekeningen van de Noordelijke Yan   | Noordelijke Yan (409-436), bevat biografieën van: - Feng Ba (r.409-430) - Feng Hong (r.431-436) |
| 16.  | Xia lu (夏錄)          | Optekeningen van de Xia               | Xia (407-432), bevat biografieën van: - Helian Bobo (r.407-424) - Helian Chang (r.424-427) - Helian Ding (r.427-431) |

### De reconstructie door Tu Jiesun en Xiang Lin uit 1585 in de herziene versie uit 1781

#### Ontstaan
In 1585 werd een reconstructie van de Lente- en herfstannalen van de Zestien Koninkrijken samengesteld door Tu Jiesun (屠介孫) en Xiang Lin (項琳). Volgens hun voorwoord kwam het werk voort uit brokstukken van het oorspronkelijk door Cui Hong samengesteld werk die bewaard waren gebleven in de Jinshu en de Zizhi tongjian en verder in twee encyclopedieën, Yiwen leiju (藝文類聚) en Taiping yulan (太平御覽). In tegenstelling tot het oorspronkelijke werk waren de gebeurtenissen in deze reconstructie gedateerd volgens de jaartitels van de Jin en Liu Song-dynastieën. In 1781 verscheen een door Wang Rigui (王日桂) herziene versie, waarbij de chronologie weer was hersteld tot de kalenders die in de Zestien Koninkrijken zelf werden gebruikt. Deze versie is opgenomen in de Siku quanshu.

#### Inhoud
De inhoud van deze versie in 100 juan:

##### Vroegere Zhao (juan1-10)
| Juan    | Titel | Vertaling | Opmerkingen |
| ------- | --- | --- | --- |
| 1-10    | Qian Zhao lu (前趙錄)                                                                                            | Optekeningen van de Vroegere Zhao | Vroegere Zhao (304-329), 10 juan |
| 1       | 劉淵, 劉和 | Liu Yuan, Liu He | Genoemd worden: - Liu Yuan 劉淵, (r.304-310) - Liu He 劉和 (r.310), oudste zoon van Liu Yuan |
| 2, 3, 4 | 劉聰 | Liu Cong | Genoemd worden: - Liu Cong 劉聰, (r.310-318), vierde zoon van Liu Yuan - Liu Can 劉粲 (r.318), zoon van Liu Cong |
| 5, 6, 7 | 劉曜 | Liu Yao | Genoemd wordt: - Liu Yao 劉曜, (r.318-329), achterneef van Liu Yuan, door hem opgevoed |
| 8       | 劉宣, 劉盛, 劉翼, 劉胤, 淵後單氏, 聰后呼延氏, 聰后劉氏, 曜后羊氏, 曜后劉氏                                       | Liu Xuan, Liu Sheng, Liu Yi, Liu Yin, Yuan hou Shan shi, Cong hou Huyan shi, Cong hou Liu shi, Yao hou Yang shi, Yao hou Liu shi                                                     | Genoemd worden: - Liu Xuan 劉宣, †308, belangrijk adviseur van Liu Yuan bij de oprichting van Vroegere Zhao, achterneef van Liu Yuan - Liu Sheng 劉盛, †310, jongere broer van Liu Yuan - Liu Yi 劉翼, †?, zoon van Liu Cong - Liu Yin 劉胤, †329, zoon van Liu Yao, verdedigde met zijn broer, kroonprins Liu Xi tevergeefs Vroegere Zhao tegen Latere Zhao - keizerin Yuan (Shan) 淵後單氏, keizerin Shan (單皇后), †310, werd in 310 tweede keizerin van Liu Yuan, moeder van Liu Ai (zevende zoon van Liu Yuan), had na de dood van Liu Yuan een seksuele relatie met Liu Cong (de tweede zoon van Liu Yuan) en werd door hem benoemd tot keizerin-weduwe - keizerin Cong (Huyan) 聰后呼延氏, keizerin Huyan (呼延皇后), †312, werd in 310 de eerste keizerin van Liu Cong, moeder van Liu Can, postume naam: keizerin Wuyuan (武元皇后) - keizerin Cong (Liu) 聰后劉氏, Liu E (劉娥), †314, werd in 313 keizerin van Liu Cong, postume naam: keizerin Wuxuan (武宣皇后) - keizerin Yao (Yang) 曜后羊氏, keizerin Yang Xianrong (羊獻容), †322, werd in 319 de eerste keizerin van Liu Yao, postume naam: keizerin Xianwen (獻文皇后) - keizerin Yao (Liu) 曜后劉氏, keizerin Liu, †326, werd in 325 de tweede keizerin van Liu Yao, postume naam: keizerin Xianlie (獻烈皇后) |
| 9       | 王彌, 劉靈, 張嵩一作暠, 劉殷, 王延, 陳元達, 王廣, 卜珝, 趙染, 范隆, 崔遊, 韋忠, 董景道, 王育, 劉敏元, 杜育       | Wang Mi, Liu Ling, Zhang Song (yi Zuo Gao), Liu Yin, Wang Yan, Chen Yuanda, Wang Guang, Bo Xu, Zhao Ran, Fan Long, Cui You, Wei Zhong, Dong Jingdao, Wang Yu, Liu Minyuan, Du Yu     | Genoemd worden: - Wang Mi 王彌, †311, bendeleider en generaal in dienst van Liu Yuan, werd tijdens een banket gedood door Shi Le - Liu Ling 劉靈, sloot zich aan bij Wang Mi en werd legerleider - Zhang Song (yi Zuo Gao), 張嵩一作暠, †?, functionaris in dienst van Wang Mi - Liu Yin 劉殷, †312, functionaris - Wang Yan 王延, †318, kanselier - Chen Yuanda 陳元達, †316, belangrijke minister van Liu Yuan - Wang Guang 王廣, †?, ambtenaar onder Liu Cong - Bo Xu 卜珝, †312, minister - Zhao Ran 趙染, †314, generaal - Fan Long 范隆, †?, functionaris onder Liu Cong - Cui You 崔遊, †?, Liu Yuan wilde hem tot censor benoemen, maar hij weigerde - Wei Zhong 韋忠, †?, generaal onder Liu Cong - Dong Jingdao 董景道, †?, kluizenaar, weigerde elke officiële functie - Wang Yu 王育, †?, functionaris - Liu Minyuan 劉敏元, †?, secretaris van het Centraal Secretariaat onder Liu Yao - Du Yu 杜育, †?, secretaris van het Centrale Secretariaat |
| 10      | 郭汜, 李景年, 王延年, 王雋, 喬智明, 喬晞, 陳安, 張寔, 卜崇, 呼延寔, 魯憑, 崔岳, 田崧, 遊子逺, 傅虎, 臺產, 陜婦人 | Guo Si, Li Jingnian, Wang Yannian, Wang Jun, Qiao Zhiming, Qiao Xi, Chen An, Zhang Shi, Bo Chong, Hu Yanshi, Lü Ping, Cui Yue, Tian Song, You Ziyuan(?), Fu Hu, Tai Chan, Shan furen | Genoemd worden: - Guo Si 郭汜, †?, functionaris onder Liu Yao - Li Jingnian 李景年, †?. redde Liu Cong door hem zijn paard aan te bieden - Wang Yannian 王延年, wist zijn oom te bevrijden van bandieten - Wang Jun 王雋, †?, minister van de Westelijke Jin-dynastie en grootmeester bij Vroegere Zhao - Qiao Zhiming, 喬智明, †313, staatsman en militair - Qiao Xi 喬晞, legerleider onder Liu Yuan - Chen An 陳安, †323, generaal en krijgsheer, onderwierp zich aan Vroegere Zhao, maar verklaarde zich 322-323 tot koning van Liang (涼王) - Zhang Shi 張寔, †?, oom van Liu Cong (hij was een jongere broer van Zhang, de moeder van Liu Cong) - Bo Chong 卜崇, †?, minister, verzette zich tegen de toegenomen invloed van eunuchen onder Liu Cong - Hu Yanshi 呼延寔, †322, generaal - Lü Ping 魯憑, †322, generaal onder Liu Yao - Cui Yue 崔岳, functionaris - Tian Song 田崧, †325, generaal - You Ziyuan 遊子逺, generaal - Fu Hu 傅虎, generaal onder Liu Cong en Liu Yao - Tai Chan 臺產, †?, minister en waarzegger onder Liu Yao, bedreven in het Boek der Veranderingen - Shan furen 陜婦人, vrouw uit Shaanxi met onbekende achternaam, verminkte haar gezicht zodat ze niet hoefde te hertrouwen, werd beschuldigd van de moord op haar moeder en geëxecuteerd |

##### Latere Zhao (juan11-22)
| Juan      | Titel | Vertaling | Opmerkingen                                                |
| --------- | --- | --- | ---------------------------------------------------------- |
| 11-22     | Hou Zhao lu (後趙錄) | Optekeningen van de Latere Zhao | Latere Zhao (319-350), 12 juan                             |
| 11, 12 13 | 石勒 | Shi Le | Shi Le (r.319-333)                                         |
| 14        | 石弘 | Shi Hong | Shi Hong (r.333-334)                                       |
| 15, 16 17 | 石虎 | Shi Hu | Shi Hu (r.334-349)                                         |
| 18        | 石世, 石遵, 石鑒 | Shi Shi, Shi Zun, Shi Jian | - Shi Shi (r.349) - Shi Zun (r.349) - Shi Jian (r.349-350) |
| 19        | 石閔 | Shi Min | Shi Min (Ran Min), r.350-352 over Ran Wei (冉魏)           |
| 20        | 石肇, 石堪, 石生, 石聰, 石邃, 石斌, 石樸, 勒母王氏, 勒后劉氏, 鄭氏, 陳氏 | Shi Zhao, Shi Kan, Shi Sheng, Shi Cong, Shi Sui, Shi Bin, Shi Pu, Le mu Wang shi, Le hou Liu shi, Zheng shi, Chen shi |                                                            |
| 21        | 佛圖澄, 單道開, 道進, 麻襦, 徐忡 | Fotu Cheng, Shan Daokai, Dao Jin, Ma Ru, Xu Chang |                                                            |
| 22        | 張賓, 郭敬, 汲桑, 徐光, 王洛生, 李陽, 張越, 王謨, 樊坦, 徐龕, 桃豹, 張樓, 魏豹, 張彌, 張謐, 裴憲, 傅暢, 續咸, 張躍, 盧諶, 薛閭訓, 邴輔, 申錄, 周延, 韋謏, 邢嘏, 宣咸, 郭穆, 沐堅, 張進, 趙明, 孟卓, 劉群, 王安, 陳武, 劉光, 解飛, 孫輝, 郭機, 麻秋, 張才, 蔡裔 | Zhang Bin, Guo Jing, Ji Sang, Xu Guang, Wang Luosheng, Li Yang, Zhang Yue, Wang Mo, Fan Tan, Xu Kan, Tao Bao, Zhang Lou, Wei Bao, Zhang Mí, Zhang Mì, Pei Xian, Fu Chang, Xu Xian, Zhang Yue, Lu Chen, Xue Lüxun, Bing Fu, Shen Lu, Zhou Yan, Wei Sou?, Xing Gu?, Xuan Xian, Guo Mu, Mu Jian, Zhang Jin, Zhao Ming, Meng Zhuo, Liu Qun, Wang An, Chen Wu, Liu Guang, Xie? Fei, Sun Hui, Guo Ji, Ma Qiu, Zhang Cai, Cai Yi |                                                            |

##### Vroegere Yan (juan23-32)
| Juan   | Titel | Vertaling | Opmerkingen                     |
| ------ | --- | --- | ------------------------------- |
| 23-32  | Qian Yan lu (前燕錄)                                                                                           | Optekeningen van de Vroegere Yan | Vroegere Yan (337-370), 10 juan |
| 23     | 慕容廆 | Murong Hui | Murong Hui (-)                  |
| 24, 25 | 慕容皝 | Murong Huang | Murong Huang (r.337-348)        |
| 26, 27 | 慕容儁 | Murong Jun | Murong Jun (r.348-360)          |
| 28, 29 | 慕容暐 | Murong Wei | Murong Wei (r.360-370)          |
| 30     | 吐谷渾, 慕容翰, 慕容仁, 慕容恪, 文明段氏, 景昭可足渾氏                                                         | Tuyuhun, Murong Han, Murong Ren, Murong Ke, Wen ming Duan shi, Jing Zhao Ke Zu Hun Shi                                                                                            | - Tuyuhun                       |
| 31     | 裴嶷, 游邃, 髙瞻, 劉瓚, 陽裕, 陽騖, 封奕, 宋該, 韓恆, 鮮于亮, 髙詡, 乙逸, 鞠殷, 張鴻, 侯青, 韓宰, 張怖, 成公都 | Pei Yi, You Sui, Gao? Zhan, Liu Zan, Yang Yu, Yang Wu, Feng Yi, Song Gai, Han Heng, Xian Yuliang, Gao? Xu, Yi Yi, Ju Yin?, Zhang Hong, Hou Qing, Han Zai, Zhang Bu, Cheng Gongdu? |                                 |
| 32     | 李產, 黃泓, 賈堅, 慕輿根, 李洪, 悅綰, 皇甫真, 梁琛, 公孫鳳, 公孫永, 王歡, 悉羅騰, 安屈, 劉洛                   | Li Chan, Huang Hong, Jia? Jian, Mu Yugen, Li Hong, Yue Wan, Huang Fuzhen, Liang Chen, Gong Sunfeng, Gong Sunyong, Wang Huan, Xi Luoteng, An Qu, Liu Luo                           |                                 |

##### Vroegere Qin (juan33-42)
| Juan      | Titel | Vertaling | Opmerkingen                     |
| --------- | --- | --- | ------------------------------- |
| 33-42     | Qian Qin lu (前秦錄) | Optekeningen van de Vroegere Qin | Vroegere Qin (351-395), 10 juan |
| 33        | 苻洪 | Fu Hong |                                 |
| 34        | 苻健 | Fu Jian | Fu Jian (r.351-355)             |
| 35        | 苻生 | Fu Sheng | Fu Sheng (r.355-357)            |
| 36, 37 38 | 苻堅 | Fu Jian | Fu Jian (r.357-385)             |
| 39        | 苻丕 | Fu Pi | Fu Pi (r.385-386)               |
| 40        | 苻登 | Fu Deng | Fu Deng (r.386-394)             |
| 41        | 苻雄, 苻菁, 苻黃眉, 苻法, 苻融, 苻朗, 苻宏, 苻暉, 苻琳, 苻詵, 苻雅, 苻洛, 健后強氏, 生后梁氏, 堅太后茍氏, 堅夫人張氏, 丕后楊氏, 登後毛氏 | Fu Xiong, Fu Jing, Fu Huangmei, Fu Fa, Fu Rong, Fu Lang, Fu Hong, Fu Hui, Fu Lin, Fu Shen, Fu Ya, Fu Luo, Jian hou Qiang shi, Jian taihou Gou shi, Jian furen Zhang shi, Pi hou Yang shi, Deng hou Mao shi |                                 |
| 42        | 趙俱, 雷弱兒, 魚遵, 王墮, 強平, 趙煥, 杜慈, 呂婆樓, 樊世, 王猛, 梁平老, 梁讜, 陸績, 鄧羌, 張平, 張蚝, 李威, 徐嵩, 薛強, 崔宏, 姜宇, 索泮, 楊安, 楊定, 髙泰, 趙整, 朱肜, 王嘉, 張忠, 法喜, 曇邕, 僧朗, 孟欽, 僧渉公, 徐義, 釋道安, 畢覽, 桑虞, 王兗, 茍輔, 竇衝, 王永, 徐成, 郭慶, 王綂, 長孫嵩, 許謙, 裴詵, 韋羆, 杜胄, 宼修之, 何熙仲, 韋逞母宋氏, 竇滔妻蘇氏 | Zhao Ju, Lei Ruoer, Yu Zun, Wang Duo, Qiang Ping, Zhao Huan, Du Ci, Lü Polou, Fan Shi, Wang Meng, Liang Pinglao, Liang Dang, Lu? Ji, Deng Qiang, Zhang Ping, Zhang Hao, Li Wei, Xu Song, Xue Qiang, Cui Hong, Jiang Yu, Suo Pan, Yang An, Yang Ding, Gao Tai, Zhao Zheng, Zhu Rong, Wang Jia, Zhang Zhong, Fa Xi, Tan Yong, Seng Lang, Meng Qin, Seng Shegong, Xu Yi, Shi Daoan, Bi Lan, Sang Yu, Wang Yan, Gou Fu, Dou Chong, Wang Yong, Xu Cheng, Guo Qing, Wang Tang?, Zhang? Sunsong, Xu Qian, Pei Shen, Wei Pi, Du Zhou, Kou? Xiuzhi,He Xizhong, Wei Cheng mu Song shi, Dou Tao qi Su shi |                                 |

##### Latere Yan (juan43-52)
| Juan      | Titel | Vertaling | Opmerkingen                   |
| --------- | --- | --- | ----------------------------- |
| 43-52     | Hou Yan lu (後燕錄) | Optekeningen van de Latere Yan | Latere Yan (384-409), 10 juan |
| 43, 44 45 | 慕容垂 | Murong Chui | Murong Chui (r.384-396)       |
| 46        | 慕容寶 | Murong Bao | Murong Bao (r.396-398)        |
| 47        | 慕容盛 | Murong Sheng | Murong Sheng (r.398-401)      |
| 48        | 慕容熙 | Murong Xi | Murong Xi (r.401-407)         |
| 49        | 慕容雲 | Murong Yun | Murong Yun (r.407-409)        |
| 50        | 慕容永, 慕容令, 慕容麟 慕容農, 慕容隆, 慕容鳳, 慕容溫, 慕容楷, 慕容紹, 慕容會, 慕容懿 | Murong Yong, Murong Ling, Murong Lin, Murong Nong, Murong Long, Murong Feng, Murong Wen, Murong Kai, Murong Shao, Murong Hui?, Murong Yi |                               |
| 51        | 垂后先段氏, 垂后後段氏, 寶后段氏, 盛妃蘭氏, 獻莊太妃丁氏, 熙昭儀大苻氏, 熙后小苻氏 | Chui hou xian Duan shi, Chui hou hòu Duan shi, Bao hou Duan shi, Sheng fei Lan shi, Xian zhuang tai fei Ding shi, Xi zhao yi da Fu shi, Xi hou xiao Fu shi |                               |
| 52        | 光祚, 趙秋, 眭邃, 髙展, 髙湖, 崔蔭, 崔逞, 崔模, 崔懿, 封懿, 封愷, 封衡, 宋隱, 趙思, 李系, 李先, 屈遵, 賈彞, 張蒲, 餘崇, 平視, 鄭豁, 呂顯, 宇文活撥, 谷袞, 酈紹, 盧偃, 盧晏, 仇欵, 韋閬, 晁崇, 段干, 公孫表, 劉生, 房諶, 王憲, 張珍, 楊結, 許茂, 王髙, 陳刃, 盧副鳩, 房堪 | Fu Zuo, Zhao Qiu, Sui Sui, Gao Zhan, Gao Liu, Cui Yin, Cui Chong, Cui Mo, Cui Yi, Feng Yi, Feng Kai, Feng Heng, Song Yin, Zhao Si, Li Xi, Li Xian, Qu Zun, Jia Yi, Zhang Pu, Yu Chong, Ping Shi, Zheng Huo, Lü Xian, Yuwen Huobo, Yu Gun, Li Shao, Lu Yan, Qiu Kuan, Wei Lang, Chao Chong, Duan Gan, Gong Sunbiao, Liu Sheng, Fang Chen, Wang Xian, Zhang Zhen, Yang Jie, Xu Mao, Wang Gao, Chen Ren, Lu Fujiu, Fang Kan |                               |

##### Latere Qin (juan53-62)
| Juan      | Titel | Vertaling | Opmerkingen                   |
| --------- | --- | --- | ----------------------------- |
| 53-62     | Hou Qin lu (後秦錄)                                                                                          | Optekeningen van de Latere Qin | Latere Qin (384-417), 10 juan |
| 53        | 姚弋仲 | Yao Yizhong | Yao Yizhong (-)               |
| 54        | 姚襄 | Yao Xiang | Yao Xiang (-)                 |
| 55        | 姚萇 | Yao Chang | Yao Chang (r.384-393)         |
| 56, 57 58 | 姚興 | Yao Xing | Yao Xing (r.394-416)          |
| 59        | 姚泓 | Yao Hong | Yao Hong (r.416-417)          |
| 60        | 姚嵩, 姚緒, 姚碩徳, 姚紹, 姚顯, 姚沖, 姚詳, 姚邕, 姚和都, 姚黃眉, 姚晃, 太后虵氏, 興後張氏, 興後齊氏         | Yao Song, Yao Xu, Yao Shuode(?), Yao Shao, Yao Xian, Yao Chong, Yao Xiang, Yao Yong, Yao Hedou?, Yao Huangmei, Yao Huang, Taihou Ye shi, Xinghou Zhang shi, Xinghou Qi shi |                               |
| 61        | 吉成詵, 尹緯, 趙遷, 薛辯, 胡辨, 索盧曜, 王奚, 狄伯竒, 梁國兒, 司馬休之, 韓延之, 索棱, 茍和, 趙玄, 孫贊, 徐眾 | Ji Chengshen, Yin Wei, Zhao Qian, Xue Bian, Hu Bian, Suo Luyao, Wang Xi, Di Boqi?, Liang Guoer, Sima Xinzhi, Han Yanzhi, Suo Leng, Gou He?, Zhao Xuan, Sun Zan, Xu Zhong   |                               |
| 62        | 鳩摩羅什, 道恆, 道標, 僧肇, 道融, 佛陀耶舍, 曇無成, 道契, 僧睿, 覺賢, 法明, 弗若多羅, 法羽, 法智, 賀僧       | Jiumo Luoshi, Dao Heng, Dao Biao, Seng Zhao, Dao Rong, Fotuo Yeshe, Tan Wucheng, Dao Qi, Seng Rui, Jiao? Xian, Fa Ming, Furuo Duoluo, Fa Yu, Fa Zhi, He Seng               |                               |

##### Zuidelijke Yan (juan63-65)
| Juan  | Titel | Vertaling | Opmerkingen                      |
| ----- | --- | --- | -------------------------------- |
| 63-65 | Nan Yan lu (南燕錄) | Optekeningen van de Zuidelijke Yan | Zuidelijke Yan (398-410), 3 juan |
| 63    | 慕容德 | Murong De | Murong De (r.398-405)            |
| 64    | 慕容超 | Murong Chao | Murong Chao (r.405-410)          |
| 65    | 慕容鍾, 封孚, 封嵩, 杜弘, 王始, 張瑛, 王鸞, 龎世, 桓敞, 張華, 張恂, 劉昶, 傅融, 李根, 王牢, 張幸, 冷平, 高軌, 王景暉, 墓容氏 | Murong Zhong, Feng Fu, Feng Song, Du Hong, Wang Shi, Zhang Ying, Wang Luan, Pang Shi, Huan Chang, Zhang Hua, Zhang Xun, Liu Chang, Fu Rong, Li Gen, Wang Lao, Zhang Xing, Leng Ping, Gao Gui, Wang Jinghui, Murong Shi |                                  |

##### Xia (juan66-69)
| Juan  | Titel                                              | Vertaling                                                                      | Opmerkingen |
| ----- | -------------------------------------------------- | ------------------------------------------------------------------------------ | --- |
| 66-69 | Xia lu (夏錄)                                      | Optekeningen van de Xia                                                        | Xia (407-432), 4 juan |
| 66    | 赫連勃勃                                           | Helian Bobo                                                                    | Genoemd wordt: - Helian Bobo 赫連勃勃, 381-425, r.407-425, eerste keizer van Xia |
| 67    | 赫連昌                                             | Helian Chang                                                                   | Genoemd wordt: - Helian Chang 赫連昌, †434, r.425-428, zoon van Helian Bobo |
| 68    | 赫連定                                             | Helian Ding                                                                    | Genoemd wordt: - Helian Ding 赫連定, †432, r.428-431, jongere zoon van Helian Bobo |
| 69    | 胡義周, 王買德, 趙逸, 韋玄, 張淵, 胡淵, 費峻, 韓耆 | Hu Yizhou, Wang Maide, Zhao Yi, Wei Xuan, Zhang Yuan, Hu Yuan, Fei Jun, Han Qi | Genoemd worden: - Hu Yizhou 胡義周, †?, functionaris in dienst van Helian Bobo - Wang Maide 王買德, †?, generaal en adviseur van Helian Bobo - Wei Xuan 趙逸, - - Wei Zusi, 韋祖思, †419, kluizenaar weigerde in dienst te treden bij Helian Bobo en werd door hem gedood - Zhao Yi 韋玄, - - Zhang Yuan 張淵, †?, alchemist, astroloog en prozaschrijver, was in dienst bij Xia en Noordelijke Wei - Hu Yuan 胡淵, - - Fei Jun 費峻, - - Han Qi, 韓耆, - |

##### Vroegere Liang (juan70-75)
| Juan  | Titel | Vertaling | Opmerkingen |
| ----- | --- | --- | --- |
| 70-75 | Qian Liang lu (前涼錄) | Optekeningen van de Vroegere Liang | Vroegere Liang (314-376), 6 juan |
| 70    | 張軌 | Zhang Gui | Genoemd wordt: - Zhang Gui 張軌, 255-314, werd in 301 gouverneur van de provincie Liang |
| 71    | 張實, 張茂 | Zhang Shi, Zhang Mao | Genoemd worden: - Zhang Shi 張實, 271-320, r.314-319, oudste zoon van Zhang Gui - Zhang Mao 張茂, 277-324, r.320-324, jongere broer van Zhang Shi |
| 72    | 張駿 | Zhang Jun | Genoemd wordt: - Zhang Jun 張駿, 307-346, r.324-346, zoon van Zhang Shi |
| 73    | 張重華, 張靈耀, 張祚 | Zhang Chonghua, Zhang Yaoling, Zhang Zuo | Genoemd worden: - Zhang Chonghua 張重華 327-353, r.346-353, zoon van Zhang Jun - Zhang Yaoling 張靈耀 344-355, r.353, oudste zoon van Zhang Chonghua - Zhang Zuo 張祚 †355, r.353-355, broer van Zhang Chonghua |
| 74    | 張玄靚, 張天錫 | Zhang Xuanjing, Zhang Tianxi | Genoemd worden: - Zhang Xuanjing 張玄靚 350-363, r.355-363, zoon van Zhang Chonghua - Zhang Tianxi 張天錫, 346-406, r.364-376, laatste heerser, zoon van Zhang Jun] |
| 75    | 張肅, 張瓘, 嚴氏, 馬氏, 閻氏薛氏, 宋配, 宋混, 宋澄, 宋矩, 宋纎, 汜瑗, 汜勝, 汜褘, 汜昭, 辛攀, 辛慿, 辛理, 江瓊, 王橫, 張世度, 索孚, 索襲, 索丞, 索苞, 索紞, 索綏, 索充, 陰澹, 張諮, 張斌, 張植, 李弇, 常據, 馬岌, 張沖, 童巽, 車濟, 謝艾, 張頎, 郭荷, 祁嘉, 張存 | Zhang Su, Zhang Guan, Yan shi, Ma shi, Yan shi Xue shi, Song Pei, Song Hun, Song Cheng, Song Ju, Song Xian, Si Yuan, Si Sheng, Si Hui, Si Zhao, Xin Pan, Xin Ping, Xin Li, Jiang Qiong, Wang Heng, Zhang Shidu, Suo Fu, Suo Xi, Suo Cheng, Suo Bao, Suo Dan, Suo Sui, Suo Chong, Yin Tan(Dan?), Zhang Zi, Zhang Bin, Zhang Zhi, Li Yan, Chang Ju, Ma Ji, Zhang Chong, Tong Xun, Ju(Che?) Ji, Xie Ai, Zhang Qi, Guo He, Qi Jia, Zhang Cun | Genoemd worden: - Zhang Su 張肅, †317, broer van Zhang Gui - Zhang Guan 張瓘, †359, minister, generaal en regent voor Zhang Xuanjing - Yan shi 嚴氏, - - Ma shi 馬氏, - - Yan shi 閻氏, - - Xue shi 薛氏, - - Song Pei 宋配, †?, functionaris - Song Hun 宋混, †361, regent - Song Cheng 宋澄, †361, regent-minister, jongere broer van Song Hun - Song Ju 宋矩, †346, bevelhebber, weigerde zich over te geven aan Latere Zhao en pleegde zelfmoord - Song Xian 宋纎, - - Si Yuan 汜瑗, - - Si Sheng 汜勝, - - Si Hui 汜褘, - - Si Zhao 汜昭, - - Xin Pan 辛攀, †?, ambtenaar - Xin Ping 辛慿, - - Xin Li 辛理, †?, ambtenaar - Jiang Qiong 江瓊, †?, vluchtte naar Zhang Gui - Wang Heng 王橫, - - Zhang Shidu 張世度, †?, kwam oorspronkelijk uit Dunhuang, financierde begrafenissen tijdens een pest-epidemie - Suo Fu 索孚, †355, functionaris - Suo Xi 索襲, †?, confucianistische geleerde - Suo Cheng 索丞, - - Suo Bao 索苞, †?, ambtenaar - Suo Dan 索紞, †?, bedreven in yin en yang en in waarzeggerij - Suo Sui 索綏, - - Suo Chong 索充, - - Yin Dan 陰澹, †?, functionaris onder Zhang Gui - Zhang Zi 張諮, - - Zhang Bin 張斌, †?, literaat - Zhang Zhi 張植, †?, functionaris - Li Yan 李弇, ?, generaal - Chang Ju 常據, †376, afkomstig uit Dunhuang, legerleider, werd daarna ambtenaar in Vroegere Qin - Ma Ji 馬岌, †354, militair officier - Zhang Chong 張沖, †?, generaal - Tong Xun 童巽, - - Che Ji 車濟, †346, magistraat - Xie Ai 謝艾, †353, ambtenaar en generaal - Zhang Qi, 張頎, - - Guo He 郭荷, †?, kenner van de confucianistische klassieken - Qi Jia 祁嘉, - - Zhang Cun 張存, - |

##### Shu (Cheng-Han) (juan76-80)
| Juan  | Titel                                                                    | Vertaling | Opmerkingen |
| ----- | ------------------------------------------------------------------------ | --- | --- |
| 76-80 | Shu lu (蜀錄)                                                            | Optekeningen van Shu | Bedoeld is Cheng-Han 成漢 (304-347), 5 juan |
| 76    | 李特                                                                     | Li Te | Genoemd wordt: - Li Te 李特 (r.303, Cheng-Han Jingdi 成漢景帝) |
| 77    | 李流, 李雄                                                               | Li Liu, Li Xiong | Genoemd worden: - Li Liu 李流 (r.303, Qin Wenwang 秦文王), broer van Li Te - keizer Li Xiong 李雄 (r.303-334, Cheng-Han Wudi 成漢武帝), in 304 koning van Chengdu, in 306 keizer van Dacheng 大成, derde zoon van Li Te |
| 78    | 李班, 李期, 李壽, 李勢                                                   | Li Ban, Li Qi, Li Shou, Li Shi | Genoemd worden: - keizer Li Ban 李班 (r.334, Cheng-Han Aidi 成漢哀帝), zoon van Li Dang, de oudste broer van Li Xiong (en daarmee neef van Li Xiong) - keizer Li Qi 李期 (r.334-338, Qiongdu Yougong 邛都幽公), zoon van Li Xiong - keizer Li Shou 李壽 (r.338-343, Cheng-Han Zhaowendi 成漢昭文帝), neef van Li Xiong en zoon van Li Xiang (Xiāng), jongere broer van Li Te - keizer Li Shi 李勢 (r.343-347, Guiyi hou 歸義侯), zoon van Li Shou |
| 79    | 李輔, 李庠, 李驤, 李蕩, 李始, 李琀, 李安, 李離, 羅氏, 任氏, 閻氏         | Li Fu, Li Xiáng, Li Xiāng, Li Dang, Li Shi, Li Han, Li An, Li Li, Luo shi, Ren shi, Yan shi                                        | Genoemd worden: - Li Fu 李輔, †303, generaal, broer van Li Te, sneuvelde in de strijd met Luo Shang (†310) - Li Xiang (Xiáng) 李庠, 247-301, jongere broer van Li Te - Li Xiang (Xiāng) 李驤, †328, jongere broer van Li Te en vader van keizer Li Shou - Li Dang 李蕩, †303, tweede zoon van Li Te, sneuvelde in 303, vader van Li Han (李琀), Li Zhi (李稚), Li Dou (李都), keizer Li Ban (李班) en Li Wu (李玝) - Li Shi 李始, †338, oudste zoon van Li Te en oudere broer van keizer Li Xiong - Li Han 李琀, †?, oudste zoon van Li Dang (de oudere broer van keizer Li Xiong) en tevens broer van keizer Li Ban - Li An 李安, †?, generaal, geadopteerd door Li Te - Li Li 李離, †309, minister, zoon van Li Han - Luo shi 羅氏, †?, keizerin-weduwe Luo (羅太皇后), echtgenote van Li Te (r.303) en moeder van Li Dang en keizer Li Xiong (r.303-334) - Ren shi 任氏, †?, keizerin Ren (任皇后), echtgenote van keizer Li Xiong (r.303-334), keizerin 315-334, daarna keizerin-weduwe - Yan shi 閻氏, - keizerin Yan (閻皇后), †?, echtgenote van keizer Li Shou (r.338-343), moeder van Li Shi (r.343-347), keizerin 338-343, daarna keizerin-weduwe - keizerin Yan 閻皇后, de keizerin van keizer Li Qi (r.334-337) behoorde ook tot de Yan-clan, keizerin in 338, verder wordt er niet meer over haar vermeld |
| 80    | 閻彧, 尹奉, 王載, 李釗, 范長生, 楊褒, 譙秀, 龔壯, 張寳, 李洪, 李高, 劉玄 | Yan Yu, Yin Feng, Wang Zai, Li Zhao, Fan Zhang(Chang?)sheng, Yang Bao, Qiao Xiu, Gong Zhuang, Zhang Bao, Li Hong, Li Gao, Liu Xuan | Genoemd worden: - Yan Yu 閻彧, - - Yin Feng 尹奉, †?, minister - Wang Zai 王載, - - Li Zhao 李釗, †?, bevelhebber en gouverneur van de provincie Ningzhou (寧州) in Yunnan, bestreed Li Xiong - Fan Changsheng 范長生, †318, taoïstische leider, speelde een rol bij de vestiging van Cheng Han - Yang Bao 楊褒, †308, generaal en minister - Qiao Xiu 譙秀, †?, kluizenaar - Gong Zhuang 龔壯, †?, ondersteunde Li Shou bij zijn machtsovername, omdat Li Te zijn vader en oom had vermoord - Zhang Bao 張寳, †?, minister en generaal - Li Hong 李洪, †324, taoïstische opstandelingenleider - Li Gao 李高, - - Liu Xuan 劉玄, 264-347, ontsnapte na de val van Luoyang in 311 naar Cheng Han |

##### Latere Liang (juan81-84)
| Juan  | Titel | Vertaling | Opmerkingen |
| ----- | --- | --- | --- |
| 81-84 | Hou Liang lu (後涼錄)                                                                                        | Optekeningen van de Latere Liang | Latere Liang (386-403), 4 juan |
| 81    | 呂光 | Lü Guang | Lü Guang (r.386-399) |
| 82    | 呂紹, 呂纂                                                                                                   | Lü Shao, Lü Zuan | - Lü Shao (r.399) - Lü Zuan (r.399-400) |
| 83    | 呂隆 | Lü Long | Lü Long (r.400-403) |
| 84    | 呂緯, 呂訓, 光妻石氏, 纂妻楊氏, 紹美人張氏, 呂憲妻符氏, 郭黁, 杜進, 張資, 任射, 竇茍, 侯瑾, 齊從, 宋歆, 宗燮 | Lü Wei, Lü Xun, Guang qi Shi shi, Zuan qi Yang shi, Shao Mei ren Zhang shi, Lü Xian qi Fu shi, Guo Nun, Du Jin, Zhang Zi, Ren She, Dou Gou, Hou Jin, Qi Cong, Song Xin, Zong Xie | - Lü Wei 呂緯, †401, zoon van Lü Guang en jongere broer van Lü Zuan, werd vermoord bij de machtsovername door Lü Long en Lü Chao - Lü Xun 呂訓, †?, generaal, zoon van Lü Guang, - Shi, vrouw van Guang (光妻石氏), †?, prinses Shi 石王后 (mogelijk ook keizerin Shi 石皇后), echtgenote van Lü Guan, mogelijke moeder van Lü Shao - Yang, vrouw van Zuan (纂妻楊氏), †401, keizerin Yang, echtgenote van Lü Zuan, pleegde zelfmoord toen zij moest hertrouwen met Lü Chao, de eerste minister van Lü Long, postume naam Keizerin Mu (穆皇后) - Zhang, concubine van Shao (紹美人張氏), 386-400, vrouw van Lü Shao, werd na diens zelfmoord een boeddhistische non, pleegde zelfmoord toen zij moest hertrouwen met Lü Long - Fu, vrouw van Lü Xian (呂憲妻符氏), vrouw van Lü Xian (minister, neef van Lü Guang en oom van Lü Zuan, pleegde als 15-jarige zelfmoord toen haar man overleed om samen met hem begraven te kunnen worden - Guo Nun 郭黁, †?, alchimist en opstandelingenleider - Du Jin 杜進, †?, generaal, werd geëxecuteerd - Zhang Zi 張資, †?, minister - Ren She 任射, †?, boogschutter - Dou Ji 竇茍, †?, generaal - Hou Jin 侯瑾, †?, verstond de taal van de vogels (sic!) - Qi Cong 齊從, †?, Lü Zuan waardeerde hem voor zijn loyaliteit - Song Xin 宋歆, †?, deugdzame gouverneur van Dunhuang (燉煌) - Zong Xie 宗燮, ?, cavaleriecommandant |

##### Westelijke Qin (juan85-87)
| Juan  | Titel                                                    | Vertaling                                                                        | Opmerkingen                                                   |
| ----- | -------------------------------------------------------- | -------------------------------------------------------------------------------- | ------------------------------------------------------------- |
| 85-87 | Xi Qin lu (西秦錄)                                       | Optekeningen van de Westelijke Qin                                               | Westelijke Qin (385-431), 3 juan                              |
| 85    | 乞伏國仁, 乞伏乾歸                                       | Qifu Guoren, Qifu Qiangui                                                        | - Qifu Guoren (r.385-387) - Qifu Qiangui (r.387-400, 408-411) |
| 86    | 乞伏熾盤, 乞伏暮末                                       | Qifu Chipan, Qifu Mumo                                                           | - Qifu Chipan (r.411-427) - Qifu Mumo (r.427-431)             |
| 87    | 乞伏益州, 乞伏曇逹, 邉氏, 禿髪氏, 叚暉, 翟瑥, 焦遺, 辛進 | Qifu Yizhou, Qifu Tanda, Bian shi, Tufa shi, Jia Hui, Zhai Wen, Jiao Yi, Xin Jin |                                                               |

##### Zuidelijke Liang (juan88-90)
| Juan  | Titel                                                                                    | Vertaling | Opmerkingen |
| ----- | ---------------------------------------------------------------------------------------- | --- | --- |
| 88-90 | Nan Liang lu (南涼錄)                                                                    | Optekeningen van de Zuidelijke Liang | Zuidelijke Liang (397-414), 3 juan |
| 88    | 禿髪烏孤, 禿髪利鹿孤                                                                     | Tufa Wugu, Tufa Lilugu | - Tufa Wugu (r.397-399) - Tufa Lilugu (r.399-401), broer van Tufa Wugu |
| 89    | 禿髪傉檀                                                                                 | Tufa Rutan | Tufa Rutan (r.401-414), broer van Tufa Wugu |
| 90    | 禿髪文支, 禿髪樊尼, 禿髪破羌, 傉檀妻折掘氏, 楊桓, 宗敞, 孟褘, 曇瞿, 景保, 陰利鹿, 尉賢政 | Tufa Wenzhi, Tufa Fanni, Tufa Poqiang, Nutan qi She (Zhe?)jue shi, Yang Huan, Zong Chang, Meng Hui, Tan Qu?, Jing Bao, Yin Lilu, Wei Xianzheng | - Tufa Wenzhi 禿髪文支, †?, zoon Tufa Sifuqian (en daarmee broer van de drie heersers van Zuidelijke Liang) - Tufa Fanni 禿髪樊尼, †?, zoon van Tufa Wugu - Tufa Poqiang 禿髪破羌, - Rutan qi Zhejue shi 傉檀妻折掘氏, †?, Koningin Zhejue, echtgenote van Tufa Rutan, moeder van kroonprins Tufa Hutai (禿髮虎台), leefde nog na de dood van haar zoon in 423 - Yang Huan 楊桓, †?, functionaris - Zong Chang 宗敞, †? - Meng Hui 孟褘, - Tan Qu 曇瞿, - Jing Bao 景保, - Yin Lilu 陰利鹿, - Wei Xiangzheng 尉賢政, |

##### Westelijke Liang (juan91-93)
| Juan  | Titel                                                | Vertaling                                                                          | Opmerkingen |
| ----- | ---------------------------------------------------- | ---------------------------------------------------------------------------------- | --- |
| 91-93 | Xi Liang lu (西涼錄)                                 | Optekeningen van de Westelijke Liang                                               | Westelijke Liang (400-421), 3 juan |
| 91    | 李暠                                                 | Li Gao                                                                             | Li Gao (r.400-416) |
| 92    | 李歆                                                 | Li Xin                                                                             | Li Xin (r.416-419) |
| 93    | 李恂, 李翻, 暠妻尹氏, 宋繇, 劉昞, 唐繇, 辛淵, 陰仲逹 | Li Xun, Li Fan, Gao qiyin shi, Song Yao, Liu Bing, Tang Yao, Xin Yuan, Yin Zhongda | - Li Xun 李恂 (r.419-421), broer van Li Xin en zesde zoon van Li Gao - Li Fan 李翻, †?, generaal en gouverneur, jongste zoon van Li Gao - Yin, vrouw van (heerser) Gao 暠妻尹氏, tweede echtgenote van Li Gao, moeder van Li Xin, ontving van haar zoon de titel koningin-weduwe Yin (尹太后 Yin taihou), toen haar echtgenoot Li Gao de postume naam 涼昭武王 (Liang Zhaowu wang, koning Zhaowu van Liang) ontving - Song Yao 宋繇, 361-na 432, generaal en functionaris - Liu Bing 劉昞, †na 440, geleerde - Tang Yao 唐繇, †?, ambtenaar in dienst van Noordelijke Liang en Westelijke Liang - Xin Yuan 辛淵, †420, generaal, sneuvelde met Li Xin - Yin Zhongda 陰仲逹, †?, bekend om zijn literatuur (文學, wenxue). |

##### Noordelijke Liang (juan94-97)
| Juan  | Titel | Vertaling | Opmerkingen |
| ----- | --- | --- | --- |
| 94-97 | Bei Liang lu (北涼錄) | Optekeningen van de Noordelijke Liang | Noordelijke Liang (398-439), 4 juan |
| 94    | 沮渠蒙遜 | Juqu Mengxun | Juqu Mengxun (r.401-433) |
| 95    | 沮渠茂虔 | Juqu Maoqian | Juqu Maoqian (r.433-439), ook: Juqu Mujian (沮渠牧犍), zoon van Juqu Mengxun |
| 96    | 沮渠無諱, 沮渠宜得, 沮渠安周, 沮渠唐兒, 沮渠天周, 沮渠萬年, 沮渠秉, 沮渠安陽侯, 蒙遜母車氏, 蒙遜妻孟氏, 茂虔妻拓跋氏     | Juqu Wuhui, Juqu Yide, Juqu Anzhou, Juqu Tang'er, Juqu Tianzhou, Juqu Wannian, Juqu Bing, Juqu Anyang hou, Mengxun mu Che shi, Mengxun qi Meng shi, Maoqian qi Tuoba shi                                  | - Juqu Wuhui 沮渠無諱, †444, heerser van Noordelijke Liang in Gaochang (r.443-444, zoon van Juqu Mengxun - Juqu Yide 沮渠宜得, †?, generaal, zoon van Juqu Mengxun - Juqu Anzhou 沮渠安周, †460, heerser van Noordelijke Liang in Gaochang (r.444-460), zoon van Juqu Mengxun - Juqu Tang'er 沮渠唐兒, †441, generaal, neef van Juqu Maoqian - Juqu Tianzhou 沮渠天周, †?, generaal, verdedigde tevergeefs Jiuquan tegen de Noordelijke Wei, werd na afloop onthoofd - Juqu Wannian 沮渠萬年, †452, generaal, kleinzoon van Juqu Mengxun en de neef van Juqu Maoqian - Juqu Bing 沮渠秉, †444, generaal, zoon van Juqu Mengxun - Juqu Anyang hou 沮渠安陽侯, neef van Juqu Mengxun, Zijn voor- en achternaam zijn verloren gegaan, dus kreeg hij zijn titel als naam, boeddhistische geleerde - Mengxun mu Che shi 蒙遜母車氏, Che, moeder van Juqu Mengxun, †413, werd in 401 benoemd tot koningin-moeder - Mengxun qi Meng shi 蒙遜妻孟氏, Meng, vrouw van Juqu Mengxun, †?, prinses Meng, werd in Pingcheng (hoofdstad van Noordelijke Wei) begraven volgens de ceremonie van een koningin-weduwe - Maoqian qi Taba shi 茂虔妻拓跋氏, Tuoba, vrouw van Maoqian, †?, prinses Wuwei van de Tuoba-clan, dochter van keizer Mingyuan (r.409-423) van Noordelijke Wei |
| 97    | 曇無讖, 道進, 馬權, 梁中庸, 張穆, 張譚, 隗仁, 劉昞, 張湛, 闞駰, 胡叟, 宗欽, 趙柔, 孫通, 王樺, 索敞, 陰興, 鹿壽興, 趙匪又 | Tan Wuchen, Dao Jin, Ma Quan, Liang Zhongyong, Zhang Mu, Zhang Tan, Wei Ren, Liu Bing, Zhang Zhan, Kan Yin, Hu Sou, Zong Qin, Zhao Rou, Sun Tong, Wang Hua, Suo Chang, Yin Xing, Lu Shouxing, Zhao Feiyou | - Tan Wuchen 曇無讖 (Dharmakṣema, 385-433, boeddhistische monnik, geleerde en vertaler - Dao Jin 道進, †?, [[boeddhsime]boeddhistische]] geleerde - Ma Quan 馬權, †?, functionaris, werd geëxecuteerd - Liang Zhongyong 梁中庸, †?, minister - Zhang Mu 張穆, †?, minister - Zhang Tan 張譚, †?, deugdzaam magistraat - Wei Ren 隗仁, †?, generaal - Liu Bing 劉昞 (Liu Yanming 劉延明), †na 440, confucianistische geleerde, ook werkzaam voor Noordelijke Wei - Zhang Zhan 張湛, †?, minister, was ook werkzaam voor Noordelijke Wei - Kan Yin 闞駰, †?, geleerde - Hu Sou 胡叟, - - Zong Qin 宗欽, †?, functionaris - Zhao Rou 趙柔, †?, ambtenaar bekend om zijn deugdzaamheid, ook werkzaam als prefect voor Noordelijke Wei - Sun Long 孫通, - - Wang Hua 王樺, †?, functionaris - Suo Chang 索敞, †?, geleerde - Yin Xing 陰興, †?, geleerde met literair talent - Lu Shouxing 鹿壽興, †?, ambtenaar voor de schatkist onder Juqu Maoqian - Zhao Feiyu 趙匪又, †?, astronoom en wiskundige |

##### Noordelijke Yan (juan98-100)
| Juan   | Titel                                                                                              | Vertaling | Opmerkingen                       |
| ------ | -------------------------------------------------------------------------------------------------- | --- | --------------------------------- |
| 98-100 | Bei Yan lu (北燕)                                                                                  | Optekeningen van de Noordelijke Yan | Noordelijke Yan (409-436), 3 juan |
| 98     | 馮跋                                                                                               | Feng Ba | Feng Ba (r.409-430)               |
| 99     | 馮弘                                                                                               | Feng Hong | Feng Hong (r.430-436)             |
| 100    | 馮素弗, 馮萬泥, 馮乳陳, 馮崇, 馬弗勤, 孫護, 姚昭, 蝚蠕斛律, 務銀提, 竇表, 李崇, 游幼, 髙策, 孫敬仁 | Feng Sufu, Feng Wanni, Feng Ruchen, Feng Chong, Feng Fuqin, Sun Hu, Yao Zhao, Rouruhulü, Wuyinti, Dou Biao, Li Chong, You You, Gao? Ce, Sunjingren |                                   |

### Twee reconstructies door Tang Qiu (1804-1881)
Volgens Tang Qiu (湯球, 1804-1881) een historicus uit de Qing-tijd werd in het bibliografisch hoofdstuk van Suishu een samenvatting (zuanlu, 纂錄) van het oorspronkelijk werk van Cui Hong genoemd. Hij maakte een reconstructie van die zuanlu op basis van de eerder uitgegeven verkorte versie in 16 juan (de bieben versie) en citaten uit de encyclopedie Taiping yulan. Tang publiceerde zijn werk als Shiliuguo chunqiu zuanlu jiaoben (十六國春秋纂錄校本) in 10 juan, waar door een andere historicus, Wu Yiyin (吳翊寅) een hoofdstuk correcties en verbeteringen (jiaokanji, 校勘記) aan werd toegevoegd. 
Vervolgens breidde Tang zijn zuanlu jiaoben fors uit tot uiteindelijk 100 juan door er talrijke citaten uit Jinshu en uit een groot aantal encyclopedieën aan toe te voegen. Dat werk verscheen onder de titel Bewerking van en aanvulling op de Lente- en herfstannalen van de Zestien Koninkrijken (Shiliuguo chunqiu jibu, 十六國春秋輯補).

## Chinese tekst
De verkorte versie in 16 juan zoals die is opgenomen in Siku quanshu:
- (zh)  紀昀 (1724-1805), 《別本十六國春秋》[16卷], [台北市] (臺灣商務印書館), 1983 (Ji Yun, 1724-1805, Bieben Shiliuguo chunqiu [16 juan], [Taibei Shi] Taiwan shang wu yin shu guan, 1983), Serie: 景印文淵閣四庫全書 [第463冊] (Ying yin Wen yuan ge Siku quanshu [di 463 ce]), pp.1105-1174). Ji Yun behoorde tot de belangrijkste samenstellers van Siku quanshu.
  - Voor een internetversie van dit werk klik hier.

De reconstructie door Tu Jiesun en Xiang Lin uit 1585 in de versie die is opgenomen in de Siku quanshu:
- (zh)  崔鴻, 《十六國春秋》 [100卷], [台北市] (臺灣商務印書館) 1983, (Cui Hong, Shi liu guo chun qiu [100 juan], Taibei Shi (Taiwan shang wu yin shu guan), 1983. Serie: 景印文淵閣四庫全書 [第463冊] (Ying yin Wen yuan ge Siku quanshu [di 463 ce]), pp.315-1104.
  - (zh)  Voor een internetversie van dit werk uit Siku Quanshu klik hier of voor de versie van Wikisource klik hier.

De twee reconstructies door Tang Qiu:
- (zh)  湯球,《十六國春秋纂錄校本 [10卷] 附校勘記》, 上海 (商務印書館) 1936,  (Tang Qiu, Shiliuguo chunqiu zuanlu jiaoben [10 juan] fu jiaokanji, Shanghai (Shang wu yin shu guan) 1936, Serie: 叢書集成初編 (Cong shu ji cheng chu bian). 174pp.
- (zh)  湯球,《十六國春秋輯補》[100卷], 上海 (商務印書館) 1936 (Tang Qiu, Shiliuguo chunqiu jibu [100 juan], Shanghai (Shang wu yin shu guan) 1936, Serie: 叢書集成初編 (Cong shu ji cheng chu bian), 4 delen (689 pagina's).

## Geraadpleegde literatuur
- Honey, David Brian, 'Shiliuguo chunqiu' in: Chennault, Cynthia L. e.a. (eds.), Early Medieval Chinese Texts. A Bibliographical Guide, Berkeley (Institute of East Asian Studies) 2015, (China Research Monograph 71), ISBN 978-1-55729-109-7, pp. 289-296.
- Rogers, Michael C., The Chronicle of Fu Chien. A Case of Exemplar History. Translated and Annotated with Prolegomena, Berkeley/Los Angeles (University of California Press) 1968, (Chinese Dynastic Histories Translations, No.10), met name pp.15-22.